# Garaeus kiushiuana
Garaeus kiushiuana là một loài bướm đêm trong họ Geometridae.